# Нафиль
На́филь (араб. نفل‎, мн.ч. навафиль араб. نَوَافِلُ‎ — «сделанное дополнительно») — необязательные обряды для поклонения Аллаху. Исполнение нафиля является богоугодным делом, приближающее верующего к Аллаху. Нафилю можно исполнить только, если у человека нет на данный момент обязательств (например, такова позиция шафиитов в отношении чтения дополнительных намазов при наличии несовершённых обязательных молитв). Человек, который ещё не уплатил обязательный закят, не может делать богоугодные пожертвования.

## Определение
Слово нафиля встречается в Коране в двух местах. 72 аят суры 21 гласит: «И мы даровали ему [Ибрахиму] Ису и Якуба в качестве дополнительного подарка (нафилятун)». В 81 аяте суры 17 нафиля используется в сочетании с бодрствованием, таким образом: «И читай его ночью, пробудившись ото сна, в дополнение (нафилятан) к тому, что предписано тебе».. В хадисе оно часто используется в смысле «дополнения».
В одном из хадисов Кудси говорится: «И не перестанет раб Мой приближаться ко Мне, совершая добровольные (нафиля) дела, пока Я не полюблю его». Когда же Я полюблю его, то стану его слухом, которым он слышит, и стану его зрением, которым он видит, и стану его рукой, которой он поражает, и стану его ногой, которой он ходит. И если он попросит Меня, Я непременно дам ему, а если он попросит у Меня защиты, то Я обязательно защищу его". В некоторых хадисах термин нафиля используется как синоним каффара «искупление». Из-за этого, в мусульманском богословии, дополнительные действия считаются одним из способов искупления малых грехов.
Кроме того, следует отметить, что в богословской терминологии нафиля часто применяется к тем действиям, которые не стали обычной практикой, как сунна муккада.

## Намаз
Слово «нафиля» использовано в хадисах для обозначения дополнительных молитв. Иногда появляется в комбинациях со словом «молитва» — салят ан-нафиля и салят ан-навафиль. Данная терминология встречается и фикх, но иногда заменяется словом салят ат-татавву (Например, Абу Исхак аш-Ширази, Китаб ат-Танбих), которое встречается в Коране и канонических сборниках хадисов. Весь класс дополнительных молитв называют «навафиль» или «сунан». Намазы категории навафиль делят на 3 вида:
1. Намазы, которые совершают до и после обязательных намазов (фард) являются сунной муаккада, и поэтому их очень желательно совершать, даже если имеются несовершённые обязательные. К этим намазам относят:
  - Ратибаты:
    - до утреннего намаза (Фаджр);
    - до и после полуденного намаза (Зухр);
    - до и после пятничного намаза (Джума);
    - после вечернего намаза (Магриб);
    - после ночного намаза (Иша);

  - Таравих — совершают в месяц Рамадан[2].
2. Намазы, которые называют мандуб. Они относятся к категории сунны гайр-муаккада, несовершение этих намазов не является грехом. К этим намазам относят:
  - Ратибаты
    - до послеполуденной обязательной молитвы (Аср);
    - до ночной обязательной молитвы (Иша);

  - Аввабин — совершают после вечернего обязательного намаза[2].
3. Намазы, которые не связаны с обязательными ежедневными намазами фард:
  - Вуду;
  - Духа (в ханафитском мазхабе совершается даже при наличии несовершённых обязательных);
  - Истиска;
  - Истихара;
  - Ишрак;
  - Кусуф;
  - Намаз, совершаемый в пути (сафаре)[источник не указан 34 дня];
  - Тасбих (в ханафитском мазхабе совершается даже при наличии несовершённых обязательных);
  - Тахаджуд;
  - Тахият-уль-масджид;
  - Хаджат;
  - Хусуф[2].